# Micky Dolenz
George Michael Dolenz (Los Angeles, 8 de março de 1945), mais conhecido como Micky Dolenz, é um músico e ator norte-americano que ganhou notoriedade como baterista e vocalista do grupo musical The Monkees.

## Biografia
É filho do ator George Dolenz, que estrelou a série O Conde de Monte Cristo, baseada no romance homônimo de Alexandre Dumas. Toda a família Dolenz era composta por artistas e o próprio Micky se apresentava com sua irmã, Coco Dolenz. Aos nove anos ele estrelou a série Circus Boy, que foi veiculado no Brasil, nos anos 1960, com o título O Menino do Circo, sob o pseudônimo de Micky Braddock, quando tingiu os cabelos de loiro.
Com o fim da série, Micky dedicou-se aos estudos. Em 1963 formou a banda Missing Links, sob o pseudônimo Mike Swain. A banda lançou um single denominado Don't Do it, que ficou em 40º lugar nas paradas americanas. Foi aí que Dolenz fez o famoso teste para o seriado The Monkees e ficou com uma das vagas. Após o fim da banda, Micky passou a trabalhar como ator, dublador e diretor em seriados e desenhos. Também foi DJ na Rádio CBS de New York. Micky é pai da atriz Amy Dolenz.

## Discografia

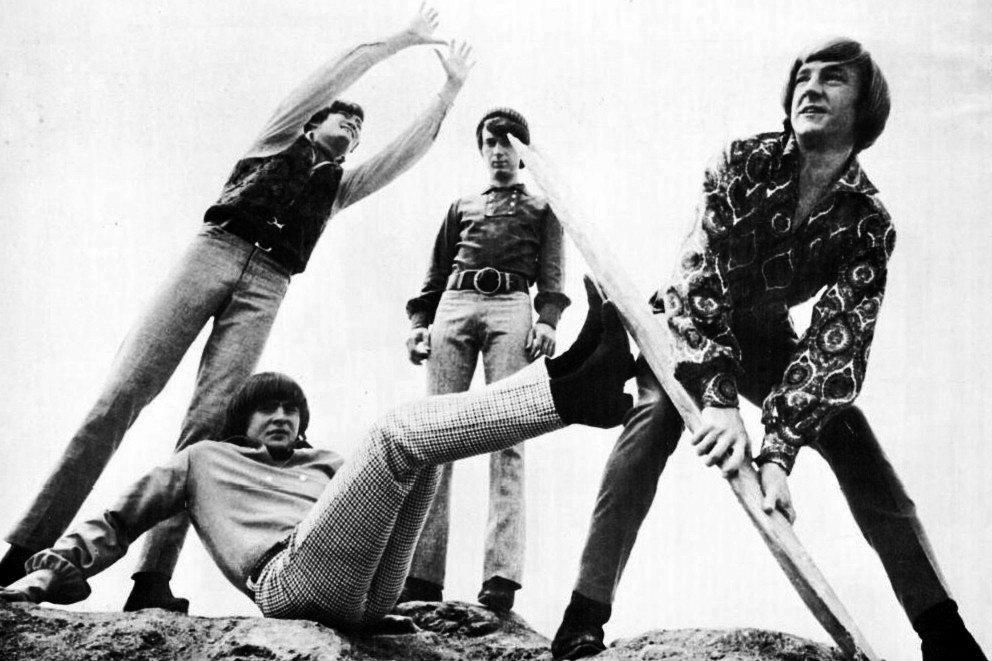
Mick Dolenz (à esquerda) com The Monkees em 1967

### The Monkees

#### Álbuns de estúdio
- 1966 - The Monkees
- 1967 - More of The Monkees
- 1967 - Headquarters
- 1967 - Pisces, Aquarius, Capricorn & Jones Ltd.
- 1968 - The Birds, The Bees & the Monkees
- 1968 - Head
- 1969 - Instant Replay
- 1969 - The Monkees Present
- 1970 - Changes
- 1987 - Pool It!
- 1996 - Justus

#### Álbuns ao vivo
- 1987 - Live 1967
- 2001 - Summer 1967: The Complete U.S. Concert Recordings

#### Coletâneas
- 1969 - Greatest Hits
- 1971 - Barrel Full of Monkees
- 1976 - The Monkees Greatest Hits
- 1986 - Then & Now... The Best of The Monkees
- 1998 - The Monkees Anthology
- 2003 - The Headquarters Sessions[4]

### Solo

#### Álbuns de estúdio
- 1991 - Mick Dolenz puts you to sleep
- 1994 - Broadway Mick
- 2005 - Plastic Symphony
- 2010 - King for a day
- 2012 - Remember
- 2015 - A Little Bit Broadway, A Little Bit Rock & Roll
- 2016 - An Evening With Peter Noone & Micky Dolez: Two Legends, Two Conversantions
- 2017 - Out of Nowwhere
- 2021- Dolenz sing Nesmith[5]

## Filmografia

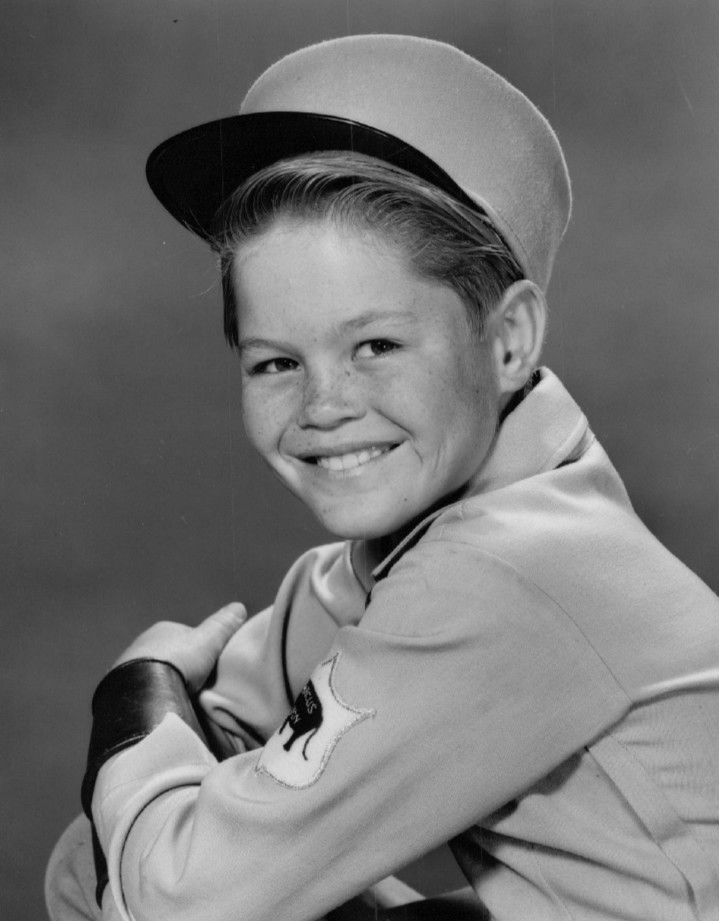
Micky Dolenz aos 11 anos de idade no seriado Circus Boy, em 1956.

### The Monkees

#### TV
- 1966-1968 - The Monkees (Série de TV)
- 1969 - 33⅓ Revolutions Per Monkee
- 1997 - Hey, Hey, It's the Monkees[6]

#### Cinema
- 1968 - Head

### Solo

#### TV
- 1956 - Circus Boy
- 1998-1999 - The Secret Files of the SpyDogs
- 2004 - Johnny Bravo (voz)

#### Cinema
- 2007 - Halloween